# Jedle pod Špičákem
Jedle pod Špičákem je památný strom, jedle bělokorá (Abies alba), která roste na svahu Špičáku, nejvyšší hory okresu Sokolov v Karlovarském kraji, přibližně 1,2 km jižně od vrcholu.
Strom patří mezi několik posledních jedlí na Kraslicku a je jednou z mála vzrostlých a současně plodných jedlí v Krušných horách.
Obvod přímého, k  jihu mírně vykloněného kmene měří 238 cm, vysoko nasazená a ve spodní části mírně proschlá koruna sahá do výšky 31 m (měření 2013). Je ukončena hustým seskupením bočních podvrcholových větví, které se stáčejí vzhůru a přerůstají terminální vrchol.
Jedle je v dobrém zdravotním stavu a protože dosud plodí je oplocená pro zdárný růst semenáčků.
Za památný byl strom vyhlášen v roce 2016 jako autochtonní druh a strom s významným vzrůstem.

## Stromy v okolí
- Jíva v Horní Oboře
- Modřín v Horní Oboře
- Klen v Horní Oboře
- Jedle pod skálou v Nancy